# Ptecticus petersoni
Ptecticus petersoni är en tvåvingeart som beskrevs av Mcfadden 1982. Ptecticus petersoni ingår i släktet Ptecticus och familjen vapenflugor. Inga underarter finns listade i Catalogue of Life.